# Władimir Tatarczuk
Władimir Iosifowicz Tatarczuk (ros. Владимир Иосифович Татарчук, ukr. Володимир Йосипович Татарчук, Wołodymyr Josypowicz Tatarczuk; ur. 25 kwietnia 1966 w miejscowości Matrosowo, w obwodzie magadańskim, Rosyjska FSRR) – rosyjski piłkarz pochodzenia ukraińskiego, grający na pozycji pomocnika, a wcześniej napastnika, reprezentant Związku Radzieckiego, trener piłkarski.

## Kariera piłkarska

### Kariera klubowa
Urodził w obwodzie magadańskim, gdzie jego ojciec pracował jako górnik. Kiedy miał 4-lata rodzina wróciła na Ukrainę, do Włodzimierza Wołyńskiego, gdzie Tatarczuk rozpoczął treningi w miejscowej szkole piłkarskiej. Stamtąd przeniósł się do Internatu Sportowego we Lwowie. W 1983 zadebiutował w składzie SKA Karpat Lwów. W sezonie 1984 występował w drużynie rezerwowej Dynamo Kijów, skąd powrócił do Lwowa. W ramach odbywania służby wojskowej został oddelegowany do CSKA Moskwa. Na początku bronił barw FSzM Moskwa, a potem został podstawowym piłkarzem CSKA. Po rozpadzie ZSRR wyjechał za granicę i bronił barw czeskiej Slavii Praga. Po wygaśnięciu kontraktu wrócił do CSKA, by następnie wyjechać do Arabii Saudyjskiej, gdzie bronił barw Ittihad FC. Po sezonie wrócił do Rosji. Wstępował kolejno w: Dinamie-Gazowiku Tiumeń, FK Tiumeń, Lokomotiwie Niżny Nowogród, Sokole Saratów oraz Metałłurgu Krasnojarsk. Również zaliczył występy w łotyskim zespole Liepājas Metalurgs. W 2002 zakończył karierę w podmoskiewskim klubie FK Szatura.

### Kariera reprezentacyjna
W 1983 pierwszy raz został powołany do juniorskiej reprezentacji ZSRR przez selekcjonera Borisa Ignatjewa. Jako zawodnik olimpijskiej reprezentacji zdobył złoty medal Igrzysk w Seulu w 1988. 18 kwietnia 1987 w meczu towarzyskim ze Szwecją zadebiutował w radzieckiej kadrze seniorów. Jako reprezentant ZSRR brał udział w eliminacjach do Mistrzostw Europy w 1992 oraz jako reprezentant Rosji w meczach kwalifikacyjnych do Mistrzostw Świata w 1994. Na turnieje finałowe jednak nie pojechał.

## Kariera trenerska
W latach 2002–2003 pracował jako trener dzieci w CSKA Moskwa, a w 2003 prowadził zespół Krasny Oktiabr Moskwa, który występował w Mistrzostwach Rosji drużyn amatorskich.

## Sukcesy i odznaczenia

### Sukcesy klubowe
- Mistrz ZSRR: 1991
- Zdobywca Pucharu ZSRR: 1991
- Mistrz Rosyjskiej Drugiej Dywizji: 2000

### Sukcesy reprezentacyjne
- Wicemistrz Europy U-18: 1984
- Złoty medalista Igrzysk Olimpijskich: 1988

### Sukcesy indywidualne
- 3-krotnie wybrany do listy 33 najlepszych piłkarzy ZSRR: 1989, 1990, 1991.

### Odznaczenia
- Nagrodzony tytułem Mistrza Sportu ZSRR w 1986
- Nagrodzony tytułem Zasłużonego Mistrza Sportu ZSRR w 1989